# سیری سیساسک
سیری سیساسک (انگلیسی: Siiri Sisask؛ زادهٔ ۲۱ سپتامبر ۱۹۶۸) بازیگر، خواننده، سیاستمدار زن و نماینده سابق مجلس اهل استونی است.